# 南出仁寛
南出 仁寛（みなみで きみひろ、1978年1月6日 - ）は、日本のプロゴルファー、タレント。大阪府吹田市出身。父は漫才師のオール巨人、母は元吉本新喜劇の青木みき。３人兄弟妹の長男で、下に弟（一般人のため、非公表。）と妹（元吉本新喜劇の南出一葉）がいる。妻は元中日ドラゴンズ投手の山井大介の妹。

## 来歴・人物
15歳からゴルフを始め、ゴルフの強豪・大阪桐蔭高校時代にはインターハイにも出場した。龍谷大学卒業後、豪州にゴルフ留学するも2004年にツアープロを断念。タレントしてフジテレビ『海筋肉王 〜バイキング〜』等に出演。肉体派として脚光を浴びる。2006年にプロに転向し、「ドラコン競技LDJ日本大会・大阪予選」に出場、403ydの日本記録を樹立。同年9月に出場した「ドラコン競技LDJ日本大会」では、408.4ydの日本記録を更新し初優勝。10月には「ドラコン競技LDJ日本大会 優勝 決勝大会」に日本代表として参加し、340ydの記録ながら1回戦敗退した。2011年1月に中日ドラゴンズの山井大介の妹と結婚。2013年からはPGAティーチングプロとしても活動している。身長178cm。

## 優勝試合
- 2006年 - ゴルフダイジェストドラコン競技 日本大会
- 2008年 - LDJドラコン競技 日本大会
- 2010年 - LDJドラコン競技 日本大会
- 2011年 - LDJドラコン競技 日本大会
- 2012年 - ゴルフダイジェストドラコン競技 日本大会

## 出演

### テレビ
- 海筋肉王 〜バイキング〜（フジテレビ）
- 南出仁寛のゴルフぶっ飛び塾（スカイ・エー）